# Ildiko
Ildiko (eigenlijk Ildikó) is een Hongaarse meisjesnaam van Germaanse oorsprong, die heldin of vrouwelijke strijder betekent. De naam is verwant aan Hilde. 

## Bekende naamdraagsters
- Ildikó of Hildico, de laatste vrouw van Attila de Hun
- Ildikó Enyedi, Hongaarse filmregisseur en scriptschrijfster